# Children (canción)
«Children» —en español: «Niños»— es el primer sencillo del disc jockey y productor italiano Robert Miles. Se lanzó en enero de 1995 como sencillo, y en noviembre del mismo año fue incluida en el álbum debut de Miles Dreamland.
Miles tuvo dos inspiraciones en la escritura de Children. Una fue como respuesta a las fotografías de niños víctimas de la guerra en Yugoslavia que su padre había traído a casa de una ayuda humanitaria en la antigua Yugoslavia. Mientras que la otra inspiración estuvo destinada a calmar a los asistentes del rave antes de conducir como un medio para reducir las muertes en accidentes automovilísticos.

## Videos musicales
Billboard atribuye la etapa final de la promoción de la canción a la transmisión de su video musical en cadenas de televisión de música como MTV Europa y VIVA Alemania. Se produjeron dos videos, el primero es el que analiza Billboard: imágenes en blanco y negro de una niña pequeña que viaja en un automóvil a través de una amplia gama de paisajes. El videoclip fue dirigido por Matt Amos. Las ubicaciones son Londres, París (se puede ver la Torre Eiffel), Ginebra, Morges y el campo en Suiza (país de origen de Robert Miles), y Francia e Italia cerca del Túnel de Mont Blanc.
El segundo video, filmado en color, alterna imágenes de Miles en un club nocturno e imágenes de niños jugando, tocando así ambos temas de la canción.

## Lista de canciones
| Sencillo CD (Francia) |                          |          |  |
| N.º                   | Título                   | Duración |  |
| 1.                    | «Children» (Eat Me Edit) | 4:03     |  |
| 2.                    | «Children» (Dream Radio) | 4:00     |  |

| Maxi CD (Francia) |                                  |          |  |
| N.º               | Título                           | Duración |  |
| 1.                | «Children» (Eat Me Edit)         | 4:03     |  |
| 2.                | «Children» (Dream Radio)         | 4:00     |  |
| 3.                | «Children» (Dream Club Version)  | 7:34     |  |
| 4.                | «Children» (Original Guitar Mix) | 7:16     |  |
| 5.                | «Children» (Message Version)     | 6:52     |  |

| Maxi CD (Alemania, Austria y Suiza) |                               |          |  |
| N.º                                 | Título                        | Duración |  |
| 1.                                  | «Children» (Original Version) | 7:15     |  |
| 2.                                  | «Children» (Dream Version)    | 7:32     |  |
| 3.                                  | «Children» (Message Version)  | 6:51     |  |

| Vinilo 12" (Reino Unido) |                         |          |  |
| N.º                      | Título                  | Duración |  |
| 1.                       | «Children» (Remix)      | 7:30     |  |
| 2.                       | «Children» (Vocal Mix)  | 6:50     |  |
| 3.                       | «Children» (Guitar Mix) | 7:21     |  |

| Vinilo 12" (Estados Unidos) |                              |          |  |
| N.º                         | Título                       | Duración |  |
| 1.                          | «Children» (Full Length Mix) | 7:30     |  |
| 2.                          | «Children» (Radio Edit)      | 4:00     |  |
| 3.                          | «Children» (Guitar Mix)      | 7:21     |  |
| 4.                          | «Children» (Message Version) | 6:50     |  |

| Casete (Reino Unido) |                          |          |  |
| N.º                  | Título                   | Duración |  |
| 1.                   | «Children» (Eat Me Edit) | 4:00     |  |
| 2.                   | «Children» (Guitar Mix)  | 7:21     |  |
| 3.                   | «Children» (Eat Me Edit) | 4:00     |  |
| 4.                   | «Children» (Guitar Mix)  | 7:21     |  |

## Posicionamiento en listas y certificaciones
| Lista (1995–2017)                      | Mejor posición |
| -------------------------------------- | -------------- |
| Alemania (Media Control AG)            | 1              |
| Australia (ARIA)                       | 5              |
| Austria (Ö3 Austria Top 40)            | 1              |
| Bélgica (Flandes) (Ultratop 50)        | 2              |
| Bélgica (Valonia) (Ultratop 50)        | 1              |
| Canadá (RPM Top Singles)               | 21             |
| Canadá (RPM Dance/Urban)               | 1              |
| Dinamarca (IFPI)                       | 1              |
| Escocia (Scottish Singles Sales Chart) | 1              |
| España (AFYVE)                         | 1              |
| Estados Unidos (Billboard Hot 100)     | 21             |
| Estados Unidos (Adult Top 40)          | 23             |
| Estados Unidos (Hot Dance Club Play)   | 1              |
| Estados Unidos (Dance Singles Sales)   | 6              |
| Estados Unidos (Rhythmic)              | 32             |
| Estados Unidos (Mainstream Top 40)     | 17             |
| Europa (Eurochart Hot 100)             | 1              |
| Europa (Euro Digital Song Sales)       | 20             |
| Finlandia (OFC)                        | 1              |
| Francia (SNEP)                         | 1              |
| Hungría (Rádiós Top 40)                | 23             |
| Islandia (Íslenski Listinn Topp 40)    | 1              |
| Irlanda (IRMA)                         | 2              |
| Italia (Hit Parade Italia)             | 1              |
| Japón (Oricon)                         | 6              |
| Noruega (VG-lista)                     | 1              |
| Nueva Zelanda (Recorded Music NZ)      | 4              |
| Países Bajos (Dutch Top 40)            | 3              |
| Reino Unido (UK Singles Chart)         | 2              |
| Reino Unido (UK Dance Chart)           | 1              |
| Suecia (Sverigetopplistan)             | 1              |
| Suiza (Schweizer Hitparade)            | 1              |

| País           | Lista (1996)            | Posición |
| -------------- | ----------------------- | -------- |
| Alemania       | Official German Charts  | 2        |
| Australia      | ARIA                    | 32       |
| Austria        | Ö3 Austria Top 40       | 4        |
| Bélgica        | Ultratop flamenca       | 4        |
| Bélgica        | Ultratop valona         | 6        |
| Canadá         | RPM Dance/Urban         | 1        |
| Estados Unidos | Billboard Hot 100       | 65       |
| Europa         | Eurochart Hot 100       | 1        |
| Francia        | SNEP                    | 7        |
| Nueva Zelanda  | NZ Top Singles          | 31       |
| Países Bajos   | Nederlandse Top 40      | 8        |
| Reino Unido    | Official Charts Company | 9        |
| Suecia         | Sverigetopplistan       | 4        |
| Suiza          | Schweizer Hitparade     | 3        |

### Certificaciones
| País          | Organismo certificador | Certificación | Ventas    | Ref.   |
| ------------- | ---------------------- | ------------- | --------- | ------ |
| Alemania      | BVMI                   | Platino       | 500 000   | [ 61 ] |
| Australia     | ARIA                   | Oro           | 35 000    | [ 62 ] |
| Bélgica       | BEA                    | Platino       | 50 000    | [ 63 ] |
| España        | PROMUSICAE             | Oro           | 30 000    | [ 64 ] |
| Francia       | SNEP                   | Platino       | 500 000   | [ 65 ] |
| Italia        | FIMI                   | Oro           | 25 000    | [ 66 ] |
| Noruega       | IFPI Noruega           | Platino       | 10 000    | [ 67 ] |
| Nueva Zelanda | RMNZ                   | Platino       | 15 000    | [ 68 ] |
| Países Bajos  | NVPI                   | Oro           | 50 000    | [ 69 ] |
| Reino Unido   | BPI                    | 3× Platino    | 1 800 000 | [ 70 ] |
| Suecia        | GLH                    | Oro           | 25 000    | [ 71 ] |
| Suiza         | IFPI Suiza             | Platino       | 50 000    | [ 72 ] |